# Żagnica ruda
Żagnica ruda, żagiew ruda (Isoaeschna isoceles) – gatunek ciepłolubnej ważki z rodziny żagnicowatych (Aeshnidae); jedyny przedstawiciel rodzaju Isoaeschna.

## Występowanie
Żagnica ruda występuje w Europie, głównie środkowej i południowo-wschodniej, lokalnie również w południowo-zachodniej; ponadto zamieszkuje też północną Afrykę – kraje Maghrebu. Spotykana jest wokół zbiorników z wodą stojącą lub wolno płynącą, gęsto porośniętych roślinnością. 
W Polsce występuje niemal na całym obszarze kraju, poza terenami górskimi; imagines latają od maja do czerwca. 

## Morfologia
Długość ciała 73 mm, rozpiętość skrzydeł 90 mm.

## Systematyka
Żagnica ruda została po raz pierwszy zgodnie z zasadami nazewnictwa binominalnego opisana przez O. F. Müllera pod nazwą Libellula isoceles. Za datę pierwszej publikacji przyjmuje się rok 1767, kiedy to artykuł Müllera (napisany w maju 1763 roku) ukazał się w 3. tomie Nova Acta Physico-Medica Academiae Caesareae Leopoldino-Carolinae Naturae Curiosorum. Autor nie był pewien, czy ważkę tę zaklasyfikować jako osobny gatunek, czy też uznać za jedną z odmian barwnych gatunku Libellula quadrifasciata. Niekiedy jako datę pierwszej publikacji nazwy binominalnej podaje się rok 1764, ale brak jest na to dowodów. W 1764 roku ukazała się książka Müllera Favna insectorvm Fridrichsdalina, w której autor wymienia odmiany barwne Libellula quadrifasciata, ale nie nadając im nazw. W literaturze żagnica ruda wymieniana jest pod różnymi nazwami, m.in. Aeshna isoceles, Aeshna isosceles, Aeschna isosceles i Anaciaeschna isosceles.
W 2023 roku Schneider et al. w oparciu o badania filogenetyczne przenieśli ten gatunek do nowego, monotypowego rodzaju Isoaeschna.